# Cetilpiridinijev klorid
Cetilpiridinijev klorid je kvarterna amonijeva spojina, ki se uporablja kot lokalni antiseptik za ustno votlino in žrelo, na primer v ustnih vodah, zobnih pastah, pršilih za žrelo, pastilah itd. Uničuje bakterije in druge mikroorganizme. Učinkovit je pri preprečevanju nastanka zobnih plakov in lajšanju gingivitisa ter zdravljenju različnih vnetij in okužb zdravljenju okužb  v ustni votlini in žrelu. Uporablja se tudi kot sestavina nekaterih škropiv.
Pri uporabi v ustni votlini lahko povzroči obarvanje sklenine, čeprav podatki o tem niso enoznačni. Ena od študij ni pokazala povezave med cetilpiridinijevim kloridom in obarvanostjo zob.

## Mehanizem delovanja
Glavno mesto delovanja cetilpiridinijevega klorida je celična membrana. Kvarterna amonijeve spojine so površinsko aktivne snovi, ki se adsorbirajo na celično membrano in tako spremenijo njeno prepustnost. Delujejo baktericidno, fungicidno in virucidno.